# Paleo Puig Mayor
En lo que hoy se conoce como Puig Mayor de Son Torrella, siendo el punto más elevado de la Sierra de Son Torrella y a su vez de la Sierra de Tramontana de Mallorca, en España, con 1436 metros de altura, 1445 metros antes de ser allanado para la construcción de una base militar; existió una cima original de la Sierra de Tramontana durante la época geológica de finales del Burdigaliense superior y el Langhiense hace aproximadamente 15 millones de años.
Durante esa época geológica, la Sierra de Tramontana, estribación nororiental de las Cordilleras Béticas; se extendía desde donde hoy aproximadamente lo hace en la isla de Dragonera hasta alcanzar el área de Menorca.
Poseía una compactación mucho mayor que la actual, ya que aún no se habían formado los valles interiores, como los de Esporlas, Valldemosa, Oriente o Sóller. Tampoco la erosión de los materiales de las cimas ocupaba todavía las cuencas de relleno de Palma de Mallorca, Inca y La Puebla, estos grabens que hoy contienen una potencia sedimentaria que llega a más de 500 m de profundidad, se encontraba dentro de la aguda, joven y compacta Sierra de Tramontana. Y esas cuencas estaban ocupadas por el mar Mediterráneo, ya que el clima interglaciar de esa época inundaba prácticamente toda parte que hoy no ocupa la Sierra de Tramontana de Mallorca. La línea de costa se situaría en lo que hoy son las localidades de Palmañola, Alaró, Campanet y Alcudia.
Concretamenta, sobre el espacio que hoy ocupa la Sierra de Son Torrella, el Pla de Cúber y las cimas de Sa Rateta y l'Ofre, se situaba la cima más alta de toda la Sierra de Tramontana, Paleo-Puig Mayor; con una altura máxima calculada, por sedimentación actual en cuencas, de unos 2700 metros sobre el nivel del mar actual. 
A lo largo del tiempo, hasta hoy, los cambios climáticos, entre épocas glaciares e interglaciares, han ido erosionando la Sierra de Tramontana hasta dejarla tal y como se puede observar hoy.
Durante las épocas climáticas propicias para grandes precipitaciones, se formaron los ríos de gran caudal que fueron arrastrando materiales hacia las cuencas sedimentarias de Mallorca. Esos ríos hoy convertidos en torrentes, tuvieron continuos y grandes caudales.
Además de la erosión fluvial, se dio la erosión periglaciar, gravitacional y kárstica.